# Shavington
Shavington – wieś w Anglii, w Cheshire. Leży 3,7 km od miasta Crewe, 32,7 km od miasta Chester i 235,9 km od Londynu. W 2015 miejscowość liczyła 3828 mieszkańców. Shavington jest wspomniana w Domesday Book (1086) jako Santune.